# Фишер, Йозеф Антон

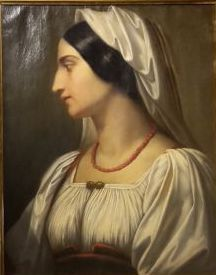
Портрет итальянки

Йозеф Антон Фишер (нем. Joseph Anton Fischer; 28 февраля 1814, Оберстдорф, Королевство Бавария — 28 марта 1859, Мюнхен) — немецкий исторический живописец. Член «Союза святого Луки» (назарейцев). Почётный член Мюнхенской академии художеств (1855).

## Биография
Получил образование в Мюнхенской академии художеств. Ученик Й. Шлоттгауэра и Генриха Гесса. По просьбе наследного принца Максимилиана Баварского вместе с художником Клавдием Шраудольфом совершил поездку в Италию, где изучал произведения старых мастеров, в особенности фра Джованни Анджелико, в духе которого писал потом религиозные композиции.
С детства страдал от желудочно-кишечного кровотечения, в результате болезни умер в молодом возрасте.

## Избранные работы
Важнейшие из его работ — картоны расписных стекол для пяти окон в Кёльнском соборе (1844) и картина «Положение во гроб» (находится в мюнхенской Новой пинакотеке).
- Витраж для петербургской резиденции герцога Лейхтенберского — Мариинского дворца.
- «Поклонение волхвов» (1844),
- «Побег Святого семейства в Египет» в пражской галерее Národny
- 30 рисунков в Германском национальном музее в Берлине
- Несколько картонов и акварелей в Государственном графическом собрании в Мюнхене.

Многие работы художника были уничтожены во время Второй мировой войны.

## Награды и отличия
- Королевская прусская золотая медаль за изобразительное искусство (1853)
- Почётный член Мюнхенской академии художеств (1855).